# 第2回ブリーダーズゴールドカップ
1990年9月24日に札幌競馬場で開催された第2回ブリーダーズゴールドカップについて記述する。
- 馬齢は当時使用されていた旧表記（数え年）にて表記。

## 競走施行時の状況

### 中央・他地区招待馬
中央からは3頭が招待され、そのうちの2頭は初参戦の関西馬であった。
中央勢最上位は4番人気で村本善之騎乗のプレジデントシチー。1987年に朝日チャレンジカップ、1988年に小倉記念を勝つなど、芝の重賞戦線で活躍していたダイコーター産駒の関西馬。1989年5月の阪神・グリーンステークスを最後に勝利から遠ざかっており、1990年は生まれて初めてのダート戦となるタイムス杯（7月札幌1700m）から始動。この時は3年目の岡潤一郎が初めて手綱を取り、初めて背負う60kgでのレースながら、同年のフェブラリーハンデ2着馬ワンダーテイオーと帝王賞馬オサイチブレベストに次ぐ3着に入った 。小倉記念11着を挟み、今回が2度目のダート戦となった。
もう一頭の関西馬はイチアヤヒデ。前年は9月の阪神・元町ステークス、10月の京都・太秦ステークスと1400万下を連勝し、暮れには重賞のウインターステークスにも駒を進めた。明けてこの年は1500万下の北山ステークス、オープンの仁川ステークスではミスタートウジンを破って勝ち、前走はタイムス杯4着 。この時は管理する栗東・小原伊佐美調教師の実子で新人の小原義之が騎乗していたが、今回は主戦の田島良保に戻し、当日は8番人気であった 。
唯一の関東馬はキリサンシー。公営新潟時代は1988年に4歳馬による準重賞・岡村記念を制し、美浦・西塚安夫厩舎へ移籍。移籍初戦は中山で初めての芝を使って4着と敗れるも、続く年明けの1989年はダートに戻して中央初勝利。続く東京の節分賞（900万下）でも2着に3馬身差の圧勝で、一息を入れて、5月東京の武蔵野ステークスに格上挑戦も10着と惨敗。夏には北海道シリーズへ参戦して、札幌の大倉山特別（900万下）で1番人気に支持されるも5着と惨敗してしまい、芝へ転向。函館のSTV賞（900万下）では2着に半馬身差を付け、芝での初白星。続く準オープンのシーサイドステークス、オープンのUHB杯と挑むも、共に6着と惨敗。その後は長期休養に入り、1990年の巴賞で復帰。人気薄ながら格上挑戦で4着と健闘するが、ダートオープンのシーサイドステークスでは8着と惨敗。さらに意欲的な挑戦は続き、今回のブリーダーズゴールドカップ出走となり、当日は6番人気であった 。
地方他地区は初代覇者フェートノーザンを輩出した笠松から2頭招待され、共に人気を集めた。
1番人気に支持されたのはハツピーダンデイ 。フェートノーザンと同じ中央からの転入馬で、中央時代は松永幹夫を主戦に前年5月の京都・下鴨ステークス（1400万下）を制していた。笠松移籍後はずっと坂口重政が主戦で騎乗しており、東海ゴールドカップ・ローレル争覇・サマーカップと連勝していた。
2番人気に支持されたのはポールドヒユーマ 。1987年には笠松で行われた中央騎手招待で河内洋を背に勝ったことがあり、同年にはオールカマーにも出走（14頭中12着）。フェートノーザンやワカオライデンとも対戦を繰り広げたこともあり、1988年ローレル争覇ではフェートノーザンの連勝を4で止めた  。同年の第1回全日本サラブレッドカップではフェートノーザン、中央移籍前のイナリワン（大井）の3着。1990年は久々に遠征して帝王賞に出走し、前年のJRA賞最優秀ダートホース・ダイナレターや道営出身の皐月賞馬ドクタースパートと対戦。結果は中央馬オサイチブレベストに惜しい2着で、笠松勢連覇はならなかった 。今回はブリーダーズゴールドカップで帝王賞の無念を晴らして笠松勢に連覇をもたらすべく、2度目の遠征となった。

### 地元馬
迎え撃つ地元勢の大将格は本年もホロトマイケル。前年の第1回は9着に敗れた 。この年は岩見沢の金杯を制していた。ホロトマイケルをステイヤーズカップで敗ったタキノニシキは前年の北海優駿勝ち馬、前年の2着馬で本年はステイヤーズカップでタキノニシキの2着に入ったホロトウルフも参戦。ホロトの2頭は共に黒川武厩舎 。

## 出走馬と枠順
- 天候：雨、馬場状態：不良

| 枠番 | 馬番 | 競走馬名           | 所属   | 性齢 | 斤量 | 騎手       | 調教師     | 人気 |
| ---- | ---- | ------------------ | ------ | ---- | ---- | ---------- | ---------- | ---- |
| 1    | 1    | タキノニシキ       | 北海道 | 牡5  | 56   | 井上俊彦   | 後條悦平   | 5    |
| 2    | 2    | ベストンダンデイ   | 北海道 | 牡5  | 56   | 松本隆宏   | 鈴木英二   | 9    |
| 3    | 3    | ホロトウルフ       | 北海道 | 牡7  | 55   | 千葉津代士 | 黒川武     | 7    |
| 4    | 4    | プレジデントシチー | JRA    | 牡8  | 55   | 村本善之   | 中尾謙太郎 | 4    |
| 5    | 5    | ポールドヒユーマ   | 笠松   | 牡8  | 55   | 青木達彦   | 鈴木良文   | 2    |
| 6    | 6    | イチアヤヒデ       | JRA    | 牡6  | 56   | 田島良保   | 小原伊佐美 | 8    |
| 7    | 7    | ホロトマイケル     | 北海道 | 牝4  | 52   | 佐々木一夫 | 黒川武     | 3    |
| 7    | 8    | ハツピーダンデイ   | 笠松   | 牡6  | 56   | 坂口重政   | 飯干秀人   | 1    |
| 8    | 9    | アンザラクイン     | 北海道 | 牝6  | 54   | 松井孝仁   | 後條雄作   | 10   |
| 8    | 10   | キリサンシー       | JRA    | 牡6  | 56   | 菅原隆明   | 西塚安夫   | 6    |

## 競走内容
当日は雨が降り続き、どろどろの不良馬場であった。プレジデントシチーがスタートから速いペースで逃げを打ち、タキノニシキが後方から追い上げるも届かず、結局プレジデントシチーが逃げ切った。
勝ち時計2分31秒0は第1回フェートノーザンの時計をコンマ9縮めるレコードタイムであり、札幌で施行されていた1994年の第6回まで破られることはなかった。
この2頭が3着のハツピーダンデイに9馬身の差を付けており、ポールドヒユーマは5着、ホロトマイケルは6着に終わった。
前年2着のホロトウルフ8着、中央馬のイチアヤヒデ9着、キリサンシーは殿負け10着と苦い結果に終わった。

## 競走結果
| 着順 | 枠番 | 馬番 | 競走馬名           | タイム | 着差      | 人気 |
| ---- | ---- | ---- | ------------------ | ------ | --------- | ---- |
| 1    | 4    | 4    | プレジデントシチー | 2:31.0 |           | 4    |
| 2    | 1    | 1    | タキノニシキ       | 2:31.2 | 1馬身     | 5    |
| 3    | 7    | 8    | ハツピーダンデイ   | 2:33.0 | 9馬身     | 1    |
| 4    | 8    | 9    | アンザラクイン     | 2:33.4 | 2馬身     | 10   |
| 5    | 5    | 5    | ポールドヒユーマ   | 2:33.6 | 1馬身     | 2    |
| 6    | 7    | 7    | ホロトマイケル     | 2:33.9 | 1.1/2馬身 | 3    |
| 7    | 2    | 2    | ベストンダンデイ   | 2:34.0 | 1/2馬身   | 9    |
| 8    | 3    | 3    | ホロトウルフ       | 2:34.4 | 2馬身     | 7    |
| 9    | 6    | 6    | イチアヤヒデ       | 2:34.8 | 2馬身     | 8    |
| 10   | 8    | 10   | キリサンシー       | 2:34.9 | 1/2馬身   | 6    |